# 2014 в Україні
2014 в Україні — це перелік головних подій, що відбулись у 2014 році в Україні. Також подано список відомих осіб, що померли в 2014 році. Крім того, зібрано список пам'ятних дат та ювілеїв 2014 року. З часом буде додано відомих українців, що народилися в 2014 році.

## Пам'ятні дати та ювілеї
На державному рівні відзначалися такі пам'ятні дати та ювілеї:

### Видатних особистостей
- 9 березня — відзначення 200-річчя від дня народження Тараса Шевченка.

## Події
- 8 січня — пожежа на території ПАТ Хартрон в Харкові, загинуло 8 людей[1].
- 16 січня — регіонали і комуністи у Верховній Раді у ручному режимі прийняли пакет законів про свавілля влади[2].
- 17 січня — президент Янукович підписав[3] закони про свавілля.
- 28 січня — президент України Віктор Янукович відправив у відставку уряд Миколи Азарова.
- 21 лютого — в будинку Адміністрації Президента України підписана «Угода про врегулювання кризи в Україні»[4], між президентом Януковичем та лідерами опозиції Віталієм Кличком, Арсенієм Яценюком, Олегом Тягнибоком; того ж дня Верховна Рада повернулася до дії Конституції 2004 року[5]. Угода не була виконана жодною з сторін і, у подальшому, стала претекстом шантажу з боку Росії і приводом (одним з) ексалації агресії в Україні.
- 18 лютого — у результаті атак силовиків на вулицях Інститутській та Грушевського, на Майдані Незалежності у Києві було вбито три десятки людей, поранено півтори тисячі і 100 вважаються зниклими безвісти[6][7].
- 20 лютого — масовий розстріл протестувальників на вулиці Інститутській у Києві.
- 22 лютого — Рада постановила, що президент Янукович «самоусунувся в неконституційний спосіб», призначила дострокові вибори на 25 травня 2014 року[8]
- 27 лютого — російський спецназ захопив будівлі Верховної Ради та Ради міністрів Автономної Республіки Крим, українські військові частини блоковані російськими військами.
- 15 березня — Верховна Рада України розпустила кримську верховну раду[9]
- 15 березня — Росія використала право вето в Раді Безпеки ООН, щоб заблокувала ухвалення резолюції проти кримського «референдуму»[10].
- 16 березня — в умовах російської окупації відбувся «лже-референдум» про статус Криму.
- 18 березня — у Кремлі підписали угоду про приєднання Криму та Севастополя до Росії, її скріпив підписом президент Путін, спікер розпущеної Верховної ради Криму Володимир Константинов, прем'єр Сергій Аксьонов, мер Севастополя Олексій Чалий[11].
- 20—22 березня — внаслідок захопницьких дій кримської кампанії РФ ВМС України втратив близько двох десятків боєздатних кораблів, у тому числі підводний човен і два корвети, чимало військової техніки і бойового спорядження, а також екіпаж (частину/и), що перейшов на бік ворога[12].
- 21 березня — Україна та Європейський Союз підписали політичну частину Угоди про асоціацію[13].
- 21 березня — постійна рада Організації з безпеки та співробітництва в Європі у Відні ухвалила рішення про направлення в Україну міжнародної моніторингової місії[14].
- 26 березня — прапори Росії підняті у всіх 193 військових підрозділах, що належали (належать) ЗС України у Криму[15].
- 27 березня — Генеральна асамблея ООН прийняла резолюцію на підтримку територіальної цілісності України та про визнання недійсним «референдуму» у Криму[16][17].
- 27 березня — Верховна Рада ухвалила урядовий закон про запобігання фінансовій катастрофі[18], котрий передбачає підвищення податків, акцизів і зборів та скорочення субсидій, і є передумовою для отримання фінансової допомоги від МВФ
- 29 березня — Курултай кримськотатарського народу. У розрізі кримської кризи, керівництво кримськотатарського народу бере курс на активну участь як у внутрішньо- так і зовнішньополітичних процесах з урегулювання кримського питання.
- 31 березня — Державна дума Росії після анексії Криму в односторонньому порядку денонсувала угоди про базування Чорноморського флоту РФ на території України[19].
- 9 квітня — ПАРЄ засудила анексію Криму Росією і зажадала негайного виводу російських військ з півострову.
- 11 квітня — Держрада Криму без обговорення прийняла Конституцію півострова[20][21].
- 12 квітня — збройний загін російських терористів під керівництвом Ігоря Гіркіна зайняли міста Краматорськ та Слов'янськ.
- 13 квітня — в Україні оголошена антитерористична операція з метою подолання проявів сепаратизму і недопущення захоплення адміністративних будівель.
- 16 квітня — атака на в/ч 3059 у Маріуполі була відбита українськими силами із втратами для атакувальників. Контроль ситуації ескалації «російської весни» на південно-східному напрямку (Маріуполь) дозволило зберегти мир і контроль над тією територією.
- 17 квітня — на зустрічі Україна—ЄС—США—Росія в Женеві досягнуто домовленостей про звільнення захоплених споруд в Україні та амністії протестувальників[22][23].
- 22 квітня — лідерові кримськотатарського народу Мустафі Джемілєву на 5 років заборонили в'їзд до Росії і Криму[24].
- 30 квітня — Виконавча рада Міжнародного валютного фонду схвалила дворічну програму «стенд-бай» для України обсягом $17 млрд (800 % квоти)[25].
- 29 квітня — у Луганську сепаратисти за допомоги Беркуту зайняли ОДА, міськраду, прокуратуру та телецентр[26].
- 1 травня — виконувач обов'язків президента України Турчинов підписав указ про відновлення призову до армії[27].
- 2 травня — в Одесі 48 осіб загинуло, 200 поранено у сутичках і пожежі, які почались після збройного нападу сепаратистів на ходу за єдність країни.
- 22 травня — у ранковому бою під Волновахою в Донецькій області загинули 16 військових, 32 поранених[28] з 51-ї моторизованої бригади з Володимира-Волинського[29].
- 25 травня — в Україні на дострокових президентських виборах вже у першому турі переміг Петро Порошенко.
- 26 травня — при відбитті атаки сепаратистів на донецький аеропорт імені Прокоф'єва було вбито близько ста бойовиків[30][31], серед українських вояків втрат не було.
- 29 травня — терористи у Слов'янську збили вертоліт Мі-8, загинуло 12 українських військових, серед яких генерал-майор Сергій Кульчицький[32].
- 3 червня — у ході антитерористичної операції місто Красний Лиман звільнено від терористів[33].
- 13 червня — у Маріуполі в ході антитерористичної операції звільнені зайняті терористами ДНР споруди, 5 бойовиків вбито, 30 затримані[34].
- 14 червня — у Луганську при заході на посадку терористами збитий український військово-транспортний літак Іл-76, усі 49 військовиків на борту загинули.
- 16 червня — «Газпром» та «Нафтогаз» подали зустрічні позови у Стокгольмський арбітраж[35], «Газпром» припинив поставку газу в Україну крім транзиту[36].
- 20 червня — Президент України Петро Порошенко відповідно до рішення РНБО ввів у дію план з мирного врегулювання ситуації у східних регіонах України та на тиждень призупинив АТО.
- 22 червня — Василь Ломаченко, перемігши Гері Расселла, став чемпіоном світу з боксу за версією WBO у напівлегкій вазі[37].
- 27 червня — Україна та ЄС підписали Угоду про асоціацію в повному обсязі; угоди про асоціацію з ЄС також підписали Грузія і Молдова[38].
- 5 липня — українське військо звільнило від терористів Слов'янськ[39], Краматорськ[40], Бахмут, Дружківку та Костянтинівку, силовики розпочали відновлення життєдіяльності міст[41].
- 5 липня — окупаційна влада Криму заборонила Голові Меджлісу Рефату Чубарову в'їзд на півострів[42].
- 10 липня — українські сили звільнили Сіверськ на Донеччині[43].
- 17 липня — російські терористи під Торезом збили пасажирський літак «Boeing 777», що виконував рейс Амстердам—Куала-Лумпур, загинули всі 298 осіб на борту.
- 21 липня — українське військо звільнило від терористів Рубіжне, Дзержинськ, Соледар[44].
- 22 липня — українське військо звільнило від терористів Сєвєродонецьк[45] та Попасну[46].
- 24 липня — після дводенних боїв батальйон «Донбас» і 24-а механізована бригада звільнили Лисичанськ[47].
- 24 липня — Верховна Рада України розпустила парламентську фракцію Комуністичної партії України[48].
- 24 липня — парламентська коаліція «Європейський вибір» у Верховній Раді розпущена; прем'єр-міністр Арсеній Яценюк оголосив про відставку уряду.
- 27 липня — українські війська увійшли у Шахтарськ[49], чим розітнули угруповання сепаратистів і деблокували прикордонні частини.
- 28 липня — сили антитерористичної операції зайняли Дебальцеве[50], Авдіївку[51], Лутугине[52].
- 12 серпня — сили антитерористичної операції звільнили Вуглегірськ[53].
- 17 серпня — українська 95-а бригада взяла під контроль районний центр Ясинувата[54].
- 21 серпня — українські силовики встановили контроль над райцентром Станиця Луганська[55].
- 28 серпня — після масового введення на територію України російських військ[56] українські силовики залишили Новоазовськ[57], Амвросіївку і Старобешеве[58].
- 30 серпня — при відході колони українських бійців з оточення під Іловайськом були обстріляні російськими військами; загинули, були поранені або взяті у полон сотні вояків[59].
- 2 вересня — українські війська залишили луганський аеропорт і Лутугине.
- 4 вересня — українські війська залишили останні позиції у Луганську[60].
- 5 вересня — в Мінську тристороння контактна група (Росія, Україна, ОБСЄ) та представники ополченців підписали мирний протокол з 12 пунктів, першим з них значиться «забезпечення негайного двостороннього припинення застосування зброї».
- 16 вересня — Верховна Рада схвалила президентські закони про особливий порядок для зайнятих районів Донбасу і про амністію бойовикам[61].
- 16 вересня — Верховна Рада України та Європейський парламент синхронно ратифікували Угоду про асоціацію між Україною та ЄС[62], президент Порошенко одразу в Раді підписав закон про ратифікацію[63].
- 19 вересня — учасники контактної групи в Мінську домовилися про припинення вогню в Україні, зупинці на поточній лінії зіткнення і встановлення 30-кілометрової зони безпеки[64].
- 22 вересня — смерч на Рівненщині.
- 2 жовтня — при штурмі донецького аеропорту російсько-терористичними загонами були вбиті та поранені сотні бойовиків[65].
- 26 жовтня — позачергові парламентські вибори в Україні.
- 18 грудня — у Львові у церкві монастиря Святого Онуфрія перепоховали останки першодрукаря Івана Федорова[66].

## З'явилися
- Церква святого архистратига Михаїла (Хмельницький)

## Особи

### Призначено, звільнено
- 17 січня — президент Янукович звільнив[67] голову своєї адміністрації Сергія Льовочкіна.
- 27 лютого — Верховна Рада призначила Арсенія Яценюка головою уряду.
- 27 листопада — Головою Верховної Ради України обраний Володимир Гройсман, Арсеній Яценюк затверджений головою уряду

### Померли
- 3 січня — Григорій Кохан, кінорежисер, сценарист, народний артист України.
- 22 січня — Сергій Нігоян, один із перших героів «Небесної сотні».
- 26 січня — Євген Стахів, діяч націоналістичного підпілля на Східній Україні в роки Другої Світової війни.
- 27 січня — Григорій Бондар, український хірург-онколог, академік, Герой України.
- 25 червня — Іван Плющ, український політик.
- 5 липня — митрополит Київський і всієї України Володимир.
- 26 липня — у Кременчуці застрелений мер міста Олег Бабаєв.
- 30 липня — Віктор Баранов, український поет, прозаїк та перекладач, голова Національної спілки письменників України.
- 9 серпня — Андрій Баль, футболіст та тренер київського «Динамо».
- 16 серпня — Всеволод Нестайко, український дитячий письменник.
- 17 вересня — Андрій Гусін, український футболіст.
- 6 жовтня — Павло Муравський, український хоровий диригент і педагог, Герой України.
- 12 листопада — Віктор Петрович Серебряников, український радянський футболіст, заслужений майстер спорту СРСР.
- 1 грудня — Євген Сверстюк, український письменник, філософ, дисидент.